# Iglesia de Santo Domingo (Plasencia)

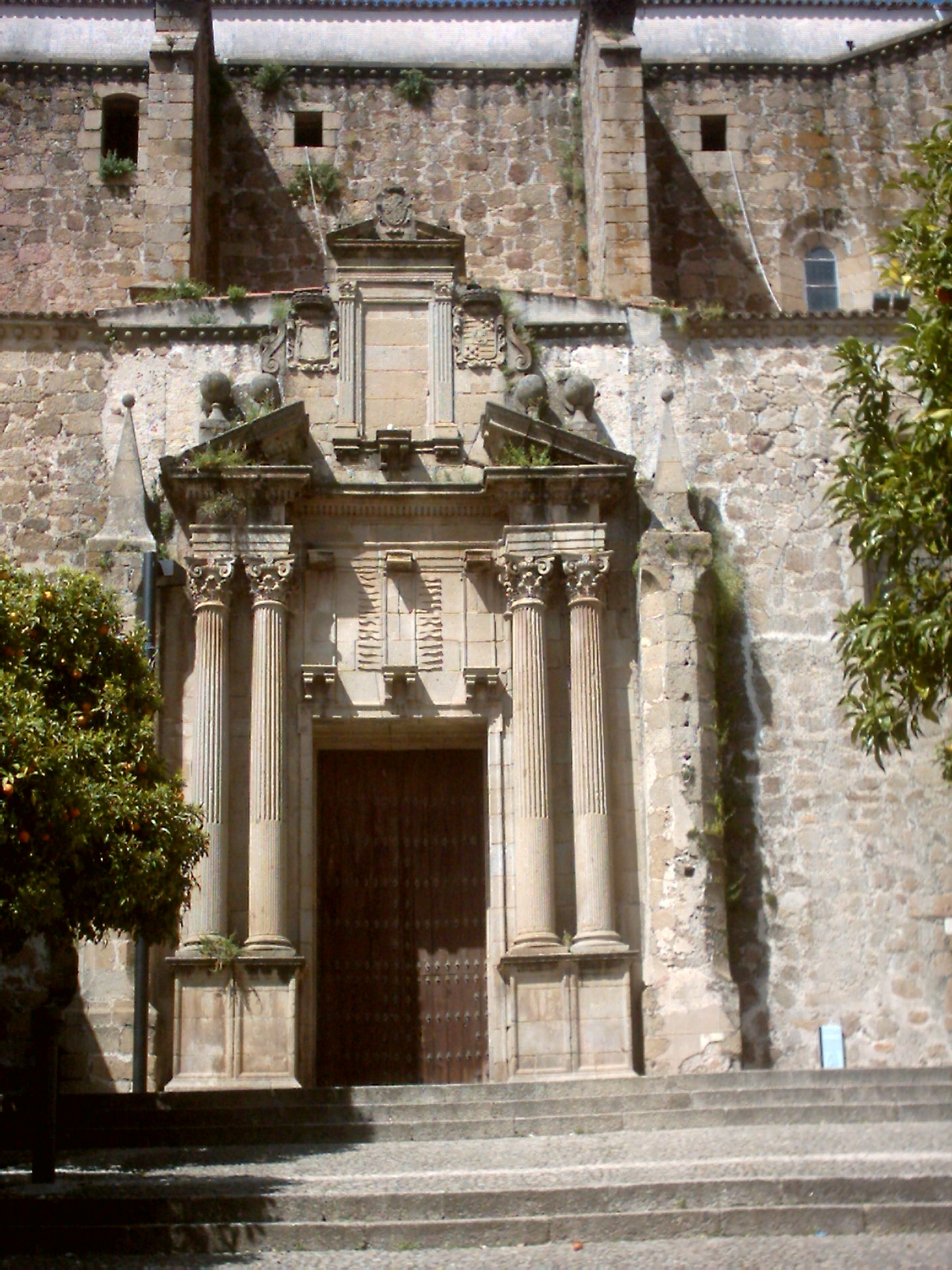
Fachada principal de la Iglesia de Santo Domingo, en Plasencia.

La Iglesia de Santo Domingo está situada en la ciudad de Plasencia y anexa al Convento de Santo Domingo del que formaba parte hasta que el convento dejó de realizar las funciones como tal.
La iglesia del convento sigue el trazado de planta de cruz latina con capillas laterales en la nave única. Estas capillas sirvieron de mausoleo para las familias nobles placentinas. El forjado superior es abovedado, con diferentes soluciones arquitectónicas para cada tramo. Siendo el más habitual de nervios rectos y curvos que se van cruzando. Posee un notabilísimo retablo mayor de estilo manierista, datado en el siglo XVI. Cabe destacar también el altar de azulejos talaveranos que se halla en la sacristía y que es atribuido a Juan de Flores
El templo actualmente no tiene culto y es propiedad de la Caja de Extremadura, quien lo adquirió para que fuera sede de su colección de pintura. No obstante, al ser uno de los mayores templos de la ciudad en la actualidad (2007) sirve como lugar de concentración y exposición de los pasos pocesionales de la Semana Santa placentina. Las diferentes cofradías de la ciudad pretenden que el templo se mantenga con ese fin y convertirlo en Museo de la Semana Santa en Plasencia.
- Datos: Q5912180
- Multimedia: Church of Santo Domingo, Plasencia / Q5912180